# Görög László (író)
Görög László (Eredeti családneve: Guttmann, Nyíregyháza, 1903. szeptember 30. – Los Angeles, 1997. július 24.) újságíró, ponyvaregényíró, az Egyesült Államokban, Hollywoodban forgatókönyvíró.

## Élete
Budapesten újságíróként dolgozott. De számos kisregénye jelent meg a Világvárosi Regények című könyvsorozatban.
Először Palesztínába, majd 1939-ben az Egyesült Államokba vándorolt ki, ahol 1942-től Hollywoodban filmszövegíróként tevékenykedett, forgatókönyveket írt filmekhez, majd tévéfilmekhez és sorozatok számára is. Eleinte, 1946-ig alkalmi megbízásokat kapott különböző produkciós cégektől.
Első sikert aratott forgatókönyve Julien Duvivier Egy frakk története (Tales of Manhattan) című filmjéhez készült.
1945-ben a The Affairs of Susan című film társ-forgatókönyvírójaként Oscar-díjra jelölték a legjobb történet kategóriában.
1953-tól főként forgatókönyvíróként dolgozott amerikai televíziós produkciók számára.
1963-ban vonult vissza.
Felesége Helen Gorog volt, aki Adam Carolla színész anyai nagyanyja.

## AVilágvárosi Regényeksorozatban megjelent kisregényei
- Őnagysága randevúja, 34. szám, 1932
- Az áruló, 43. szám, 1932
- A halálos fogadás, 78. szám, 1933
- Egy gomb, amit ottfelejtettek, 101. szám, 1933
- A tökéletes gyilkosság, 108. szám, 1933
- Egy ember, aki mosolyog, 116. szám, 1934
- Öltem!, 132. szám, 1934
- Halálos gyűlölet, 157. szám, 1935
- Dráma a hó alatt, 168. szám, 1935
- Juhász Lajossal: Nyomról nyomra, 173. szám, 1935
- Szorul a hurok, 179. szám, 1935
- Ember a hínárban, 189. szám, 1935
- Juhász Lajossal: A rekordbetörő, 193. szám, 1935
- Az áruló bankjegy, 200. szám, 1935
- Nincs menekvés, 212. szám, 1935
- Vihar a Dunán, 218. szám, 1935
- Juhász Lajossal: A tolvaj zsarol, 224. szám, 1935
- Lélekcsere, 228. szám, 1935
- Juhász Lajossal: A törvény erősebb, 232. szám, 1935
- Mesél a halott, 238. szám, 1936
- Áruló tűzek, 243. szám, 1936
- Nincs pardon, 257. szám, 1936
- Juhász Lajossal: Rejtett nyomokon, 263. szám, 1936
- Amikor már késő..., 269. szám, 1936
- Halálkeringő, 275. szám, 1936
- Tragédia a színházban, 290. szám, 1936
- Amerika menyasszonya, 301. szám, 1936
- A névtelen levél, 318. szám, 1936
- Az utolsó randevú, 324. szám, 1936
- Én lopok, te lopsz, ő lop!, 332. szám, 1936
- Leszakadt a csillár, 339. szám, 1936
- Három a menyasszony, 349. szám, 1936
- Karambol, 356. szám, 1936
- A gyáva kutya, 365. szám, 1937
- Apák bűne,[2] 373. szám, 1937
- Leszaladt egy szem..., 382. szám, 1937
- A bezárt ajtó, 390. szám, 1937
- Élet vagy halál, 398. szám, 1937
- Őméltósága féltékeny, 406. szám, 1937
- Botrány az estélyen, 414. szám, 1937
- A tóparti titok, 421. szám, 1937
- Első szerelem, 429. szám, 1937
- Egy kulcs és még egy kulcs, 439. szám, 1937
- Soha többé!, 449. szám, 1937
- Jelige: Megismerkedés kizárva, 460. szám, 1937
- A helytartó drámája, 466. szám, 1937
- Razzia, 476. szám, 1937
- Estére együtt leszünk, 485. szám, 1938
- Tűz a Metropolban, 497. szám, 1938
- Fekete dominó, 514. szám, 1938
- Bridzs-szalon, 550. szám, 1938
- A vőlegény nem nősül, 654. szám, 1939
- A 13-as szoba titka, 804. szám, 1941

## Forgatókönyvek, filmtörténetek
- 1942 – Egy frakk története (Tales of Manhattan, író és forgatókönyvíró, rendezteː Julien Duvivier)
- 1945 – The Affairs of Susan (író és forgatókönyvíró, rendezteː William A. Seiter)
- 1945 – She Wouldn't Say Yes (író, rendezteː Alexander Hall)
- 1946 – Murder in the Music Hall (forgatókönyv, rendezteː John English)
- 1953 – The Revlon Mirror Theater (tévéfilmsorozat, író – 1 epizód (Dreams Never Lie) rendezteː Rod Amateau, forgatókönyvíró – 1 epizód, 1953)
- 1953 – Schlitz Playhouse of Stars (tévéfilmsorozat) (író, forgatókönyvíróː Enchanted Evening (1952, Edward Mann); Lucky Thirteen (rendezteː Christian Nyby, 1953); ?)
- 1955 – Billy and the Bride (forgatókönyv)
- 1955 – The Time of Day (forgatókönyv mint Laszlo Gordg. Feltehetően elírás.)
- 1955 – Stage 7 (tévéfilmsorozat) (forgatókönyv – 2 epizód)
- 1955 – Man in the Ring (író)
- 1955 – Letter to Loretta (tévéfilmsorozat, író – 1 epizód)
- 1955 – Alias Mr. Hepp (író és forgatókönyvíró)
- 1955 – The Executioner (forgatókönyv)
- 1956 – Magic Night (író és forgatókönyvíró)
- 1955 – Four Star Playhouse (tévéfilmsorozat) (forgatókönyv – 3 epizód, 1955 – 1956) (író – 2 epizód, 1955 – 1956)
- 1956 – Arab Duel (1956, író és forgatókönyvíró)
- 1956 – The Star and the Story (tévéfilmsorozat) (forgatókönyv – 1 epizód, író – 1 epizód)
- 1956 – The Mole People (író)
- 1956 – The Boy Nobody Wanted (forgatókönyv)
- 1956 – Innocent Bystander (író és forgatókönyvíró)
- 1956 – Pursuit of a Princess (forgatókönyv)
- 1956 – Three Young Kings (forgatókönyv)
- 1957 – Dowry for Ilona (forgatókönyv)
- 1956-1957 – Cavalcade of America (tévéfilmsorozat) (forgatókönyv – 4 epizód, 1956 – 1957) (író és forgatókönyvíró – 1 epizód, 1956)
- 1957 – Flowers for the General
- 1957 – Wire Service (tévéfilmsorozat) (1 epizód)
- 1957 – The Land Unknown (forgatókönyv)
- 1958 – Even a Thief Can Dream (író)
- 1958 – Alcoa Theatre (tévéfilmsorozat) (író – 1 epizód)
- 1958 – Earth vs the Spider (forgatókönyv)
- 1958 – Turmoil (1958, tévéjáték)
- 1958 – Target (tévéfilmsorozat) (tévéjáték – 1 epizód)
- 1959 – A Pocketful of Sin (tévéjáték, író)
- 1959 – The Third Man (tévéfilmsorozat) (író – 1 epizód, 1959) (tévéjáték – 1 epizód, 1959)
- 1959 – The Alaskans (tévéfilmsorozat)
- 1960 – An Old-Fashioned Frame (író)
- 1960 – Johnny Midnight (tévéfilmsorozat) (író – 1 epizód)
- 1960 – The Windowless Room (1960)
- 1960 – The Man and the Challenge (tévéfilmsorozat) (1 epizód)
- 1960 – Too Soon to Love (író és forgatókönyvíró)
- 1960 – Interrupted Wedding (tévéjáték, író)
- 1960 – Bourbon Street Beat (tévéfilmsorozat) (író – 1 epizód) (tévéjáték – 1 epizód)
- 1960 – Power of Suggestion
- 1960 – Surfside 6 (tévéfilmsorozat) (1 epizód)
- 1960 – Kiz (író)
- 1960 – Maverick (tévéfilmsorozat) (író – 1 epizód)
- 1960 – The Velvet Frame
- 1960 – White Carnation
- 1960 – Bold Edition (tévéjáték)
- 1961 – Coney Red Hots (tévéjáték)
- 1961 – No Exit
- 1961 – The Roaring 20's (tévéfilmsorozat) (3 epizód, 1960 – 1961) (tévéjáték – 2 epizód, 1960 – 1961)
- 1961 – The Missing Daddy Caper (tévéjáték)
- 1961 – 77 Sunset Strip (tévéfilmsorozat) (tévéjáték – 1 epizód)
- 1962 – The Quick and the Deadly (író)
- 1962 – Cheyenne (tévéfilmsorozat) (író – 1 epizód)
- 1962 – The Broken Thread (író)
- 1963 – The Long Way Home (tévéjáték)
- 1962-1963 – Hawaiian Eye (tévéfilmsorozat) (forgatókönyv – 1 epizód, 1963) (író – 1 epizód, 1962)
- 1963 – Of Love and Desire (író)
- 1994 – Ártatlan szélhámosok (magyar tévéfilm, „A visszaeső ártatlan” című rész, rendezte: Gyökössy Zsolt)